# Mordellistena variegata
Mordellistena variegata es una especie de coleóptero de la familia Mordellidae.

## Distribución geográfica
Habita en Europa.